# Тресна (приток Медведицы)
Тресна — река в Тверской области России.

## Общие сведения
Протекает по территории Лихославльского и Рамешковского районов. Впадает в реку Медведицу (бассейн Волги) в 161 км от её устья по правому берегу. Длина — 22 км, площадь водосборного бассейна — 176 км². Притоки — Илемчиха, Велья, Святой, Чёрный. Вдоль течения реки расположены населённые пункты Микшинского и Никольского сельских поселений — село Микшино, деревни Доманиха, Вырец, Погорелец, Тучево, Филиха, в устье — село Никольское.

## Данные водного реестра
По данным государственного водного реестра России и геоинформационной системы водохозяйственного районирования территории РФ, подготовленной Федеральным агентством водных ресурсов:
- Бассейновый округ — Верхневолжский
- Речной бассейн — (Верхняя) Волга до Куйбышевского водохранилища (без бассейна Оки)
- Речной подбассейн — Волга до Рыбинского водохранилища
- Водохозяйственный участок — Волга от Иваньковского гидроузла до Угличского гидроузла (Угличское водохранилище)